# Кубок РСФСР по хоккею с шайбой 1988
Пятнадцатый розыгрыш Кубка РСФСР по хоккею с шайбой, проведённый по классической схеме, растянулся на 2 сезона.
Участвовали все 32 команды второй лиги, игравшие в ней согласно регламента чемпионата (включая нероссийские команды), отсутствовала лишь команда ШВСМ Москва, включённая в состав лиги решением спорткомитета. Сетка была составлена по географическому расположению участников – на первых трёх стадиях между собой играли команды одной группы, на которые они были разбиты в чемпионате, в полуфиналах между собой встречались представители «западных» и «восточных» групп.
На первом этапе, как и в прошлом розыгрыше, соперники играли по два матча, но на этот раз оба на поле одного из них. В 1/8 и 1/4 финала проводились лишь по одному матчу (возможно ввиду переноса игр – второй этап должен был стартовать в августе-сентябре), в полуфинале и финале команды играли по два матча, но уже по одному дома и в гостях.

## Список участников
| Команды второй лиги | Команды второй лиги | Команды второй лиги | Команды второй лиги |
| --- | --- | --- | --- |
| - «Авангард» Омск - «Бинокор» Ташкент - «Горняк» Дальнегорск - «Десна» Брянск - «Звезда» Ленинград - «Кедр» Томск - «Корд» Щёкино - «Кренгольм» Нарва | - «Луч» Свердловск - «Машиностроитель-ШВСМ» Новосибирск - «Маяк» Куйбышев - «Металлург» Магнитогорск - «Металлург» Череповец - «Мотор» Барнаул - «Нефтяник» Альметьевск - «Олимпия» Кирово-Чепецк | - «Прогресс» Глазов - «Рубин» Тюмень - «Сокол» Красноярск - «Сокол» Новочебоксарск - «Спартак» Архангельск - «Спутник» Нижний Тагил - «Станкостроитель» Рязань - «Строитель» Темиртау | - «Трактор» Липецк - «Химик» Энгельс - «Шахтёр» Прокопьевск - СК «Южный Урал» Орск - РШВСМ Рига - СКА Новосибирск - СКА Хабаровск - СКИФ-ШВСМ Минск |

## 1/16 финала
| 15.01.1988 | «Химик» Энгельс                    | «Трактор» Липецк         | 2:2 |
| 16.01.1988 | «Химик» Энгельс                    | «Трактор» Липецк         | 5:2 |
| 15.01.1988 | «Маяк» Куйбышев                    | «Станкостроитель» Рязань | 3:4 |
| 16.01.1988 | «Маяк» Куйбышев                    | «Станкостроитель» Рязань | 8:3 |
| 15.01.1988 | «Бинокор» Ташкент                  | «Спутник» Нижний Тагил   | 1:4 |
| 16.01.1988 | «Бинокор» Ташкент                  | «Спутник» Нижний Тагил   | 2:7 |
| 15.01.1988 | СК «Южный Урал» Орск               | «Металлург» Магнитогорск | 4:2 |
| 16.01.1988 | СК «Южный Урал» Орск               | «Металлург» Магнитогорск | 4:4 |
| 15.01.1988 | «Строитель» Темиртау               | «Авангард» Омск          | 5:3 |
| 16.01.1988 | «Строитель» Темиртау               | «Авангард» Омск          | 3:6 |
| 15.01.1988 | «Рубин» Тюмень                     | «Луч» Свердловск         | 3:2 |
| 16.01.1988 | «Рубин» Тюмень                     | «Луч» Свердловск         | 5:1 |
| 15.01.1988 | «Кедр» Томск                       | «Сокол» Красноярск       | 2:5 |
| 16.01.1988 | «Кедр» Томск                       | «Сокол» Красноярск       | 7:2 |
| 15.01.1988 | «Горняк» Дальнегорск               | СКА Хабаровск            | 3:3 |
| 16.01.1988 | «Горняк» Дальнегорск               | СКА Хабаровск            | 7:4 |
| 15.01.1988 | «Мотор» Барнаул                    | «Шахтёр» Прокопьевск     | 6:2 |
| 16.01.1988 | «Мотор» Барнаул                    | «Шахтёр» Прокопьевск     | 2:2 |
| 15.01.1988 | «Машиностроитель-ШВСМ» Новосибирск | СКА Новосибирск          | 3:4 |
| 16.01.1988 | «Машиностроитель-ШВСМ» Новосибирск | СКА Новосибирск          | 4:8 |
| 15.01.1988 | «Металлург» Череповец              | «Спартак» Архангельск    | 6:2 |
| 16.01.1988 | «Металлург» Череповец              | «Спартак» Архангельск    | 4:4 |
| 15.01.1988 | «Кренгольм» Нарва                  | «Звезда» Ленинград       | 4:1 |
| 16.01.1988 | «Кренгольм» Нарва                  | «Звезда» Ленинград       | 4:5 |
| 15.01.1988 | «Корд» Щёкино                      | СКИФ-ШВСМ Минск          | 2:6 |
| 16.01.1988 | «Корд» Щёкино                      | СКИФ-ШВСМ Минск          | 2:2 |
| 15.01.1988 | «Нефтяник» Альметьевск             | «Сокол» Новочебоксарск   | 2:8 |
| 16.01.1988 | «Нефтяник» Альметьевск             | «Сокол» Новочебоксарск   | 4:6 |
| 15.01.1988 | «Олимпия» Кирово-Чепецк            | «Прогресс» Глазов        | 2:4 |
| 16.01.1988 | «Олимпия» Кирово-Чепецк            | «Прогресс» Глазов        | 5:4 |
| 15.01.1988 | «Десна» Брянск                     | РШВСМ Рига               | +:- |
| 16.01.1988 | «Десна» Брянск                     | РШВСМ Рига               | +:- |

## 1/8 финала
| 14.12.1988 | «Спутник» Нижний Тагил | СК «Южный Урал» Орск   | 5:5  |
| 21.12.1988 | «Кедр» Томск           | «Горняк» Дальнегорск   | 4:2  |
| 21.12.1988 | «Маяк» Куйбышев        | «Химик» Энгельс        | 10:7 |
| 21.12.1988 | «Прогресс» Глазов      | «Сокол» Новочебоксарск | 3:4  |
| 21.12.1988 | «Десна» Брянск         | СКИФ-ШВСМ Минск        | 5:4  |
| 21.12.1988 | «Рубин» Тюмень         | «Авангард» Омск        | +:-  |
| 21.12.1988 | «Мотор» Барнаул        | СКА Новосибирск        | +:-  |
| 21.12.1988 | «Металлург» Череповец  | «Кренгольм» Нарва      | +:-  |

## 1/4 финала
| 14.01.1989 | «Сокол» Новочебоксарск | «Маяк» Куйбышев | 9:1 |
| 14.01.1989 | «Металлург» Череповец  | «Десна» Брянск  | 5:4 |
| 14.01.1989 | «Мотор» Барнаул        | «Кедр» Томск    | 1:3 |
| 14.01.1989 | «Спутник» Нижний Тагил | «Рубин» Тюмень  | +:- |

## 1/2 финала
| 22.02.1989 | «Спутник» Нижний Тагил | «Кедр» Томск           | 6:1 |
| 25.02.1989 | «Кедр» Томск           | «Спутник» Нижний Тагил | 2:2 |
| 22.02.1989 | «Металлург» Череповец  | «Сокол» Новочебоксарск | 3:2 |
| 25.02.1989 | «Сокол» Новочебоксарск | «Металлург» Череповец  | 2:4 |

## Финал
| 28.02.1989 | «Спутник» Нижний Тагил | 3:2 (1:0, 1:1, 1:1) | «Металлург» Череповец | ДС ПО «Уралвагонзавод», Нижний Тагил Зрителей: 2000 |

| Отчёт                                       | Отчёт               | Отчёт                | Отчёт | Отчёт |
| ------------------------------------------- | ------------------- | -------------------- | ----- | ----- |
|                                             |                     |                      |       |       |
|                                             |                     |                      |       |       |
|                                             | Голы:               |                      |       |       |
| И.Кидяев А.Балбашёв В.Тимощенков (И.Кидяев) | 1:0 2:0 2:1 2:2 3:2 | А.Семёнов Н.Серёдкин |       |       |
|                                             |                     |                      |       |       |
|                                             |                     |                      |       |       |
|                                             |                     |                      |       |       |
|                                             |                     |                      |       |       |
|                                             |                     |                      |       |       |

| 04.05.1989 | «Металлург» Череповец | 3:2 (2:0, 1:1, 0:1, ш.б. – 4:3) | «Спутник» Нижний Тагил | УЗСЗ «Алмаз», Череповец Зрителей: 700 |

| Отчёт                                                             | Отчёт    | Отчёт                                                          | Отчёт | Отчёт |
| ----------------------------------------------------------------- | -------- | -------------------------------------------------------------- | ----- | ----- |
|                                                                   |          |                                                                |       |       |
|                                                                   |          |                                                                |       |       |
|                                                                   | Голы:    |                                                                |       |       |
| И.Старковский, М.Ковальков, В.Кочин                               | –        | А.Ждахин, А.Галкин                                             |       |       |
|                                                                   | Буллиты: |                                                                |       |       |
| С.Селёдков И.Петров Н.Серёдкин С.Смельцов И.Старковский О.Ачапкин |          | Н.Васильев В.Тимощенков В.Звонов А.Балбашёв Ю.Фёдоров А.Ждахин |       |       |
|                                                                   |          |                                                                |       |       |
|                                                                   |          |                                                                |       |       |
|                                                                   |          |                                                                |       |       |